# 1871 aux Territoires du Nord-Ouest
Chronologie des Territoires du Nord-Ouest
- 1867
- 1868
- 1869
- 1870
- 1871
- 1872
- 1873
- 1874
- 1875

Cette page concerne les événements survenus en 1871 dans le territoire canadien des Territoires du Nord-Ouest.

## Politique

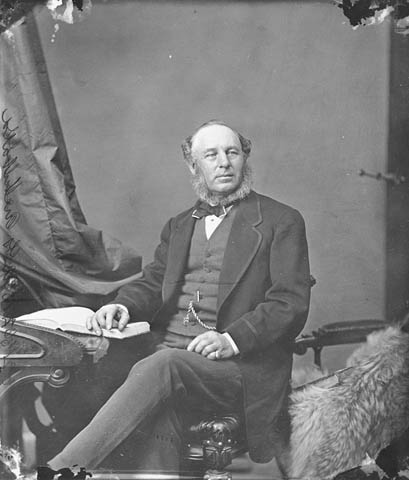
Adams George Archibald.

- Premier ministre : Adams George Archibald (Lieutenant-gouverneur du Manitoba).
- Législature : Conseil temporaire nord-ouest (en)

## Événements
- La population du territoire est de 48 000 habitants